# Adam Aircraft Industries
Adam Aircraft Industries (AAI) grundades av George F. Adam Jr och John C. Knudsen i Colorado, USA 1998 och gick i konkurs 2008, senare uppköpt av ett ryskt investmentbolag. 
Företaget tillverkade ett par civilflygplan: Adam A500, ett tvåmotorigt propellerdrivet flygplan som byggdes i 5 exemplar som liknar
Cessna Skymaster och det större Adam A700 AdamJet som drivs av två jetmotorer, som inte såldes till någon kund. Många flygplansdelar finns i båda versionerna, precis som Dornier 328JET och Dornier 328.